# Cerknica
Cerknica este un oraș din comuna Cerknica, Slovenia, cu o populație de 3,893 locuitori.